# 府馬町
府馬町（ふままち）とは、千葉県香取郡にかつて存在した町である。香取市の地名として現存する。

## 地理
- 現在の香取市の南部、旧山田村の東部に位置する。
- 村域は台地と平地が入り組む谷戸が多い地形になっている。

## 歴史

### 沿革
- 1889年（明治22年）4月1日 - 町村制施行に伴い、府馬村、志高村、古内村、長岡村が合併して香取郡府馬村が発足。
- 1925年（大正14年）10月1日 - 府馬村は町制施行し、府馬町となる。
- 1954年（昭和29年）8月1日 - 府馬町は八都村、山倉村とともに合併し、山田町が発足。同日府馬町廃止。
- 2006年（平成18年）3月27日 - 山田町が佐原市、小見川町、栗源町とともに合併して香取市が発足。同日山田町廃止。

変遷表
| 1868年 以前 | 1868年 以前 | 明治22年 4月1日 | 大正14年 10月1日 | 昭和29年 8月1日 | 平成18年 3月27日 | 現在   |
| ----------- | ----------- | --------------- | ---------------- | --------------- | ---------------- | ------ |
|             | 府馬村      | 府馬村          | 町制             | 山田町          | 香取市           | 香取市 |
|             | 志高村      | 府馬村          | 町制             | 山田町          | 香取市           | 香取市 |
|             | 古内村      | 府馬村          | 町制             | 山田町          | 香取市           | 香取市 |
|             | 長岡村      | 府馬村          | 町制             | 山田町          | 香取市           | 香取市 |

## 人口・世帯

### 人口
総数 [単位： 人]
| 1891年（明治24年） | 2,677 |
| 1920年（大正 9年） | 3,140 |
| 1925年（大正14年） | 3,200 |
| 1930年（昭和 5年） | 3,461 |
| 1954年（昭和29年） | 4,168 |

### 世帯
総数 [単位： 世帯]
| 1954年（昭和29年） | 686 |

## 名所・旧跡
- 府馬の大クス